# Parafia św. Antoniego z Padwy w Czerniewicach
Parafia Świętego Antoniego z Padwy w Czerniewicach – parafia rzymskokatolicka znajdująca się w diecezji włocławskiej, w dekanacie kowalskim. 
Parafia została erygowana w 1994 roku. Budowę kościoła parafialnego pw. św. Antoniego z Padwy rozpoczęto w 1991 i ukończono w 2000.
Od 2022 roku proboszczem parafii jest ks. dr Piotr Stolecki.